# جما د فراری
جما دِ فراری (ایتالیایی: Gemma De Ferrari) بازیگر اهل ایتالیا بود.
از فیلم‌هایی که وی در آن‌ها نقش داشته‌است، می‌توان به ستاره دریا و سامسون اشاره نمود.